# Mieroszyno
Mieroszyno est une localité polonaise de la gmina rurale et du powiat de Puck en voïvodie de Poméranie. Elle se trouve au nord de la capitale régionale Gdańsk.

## Géographie

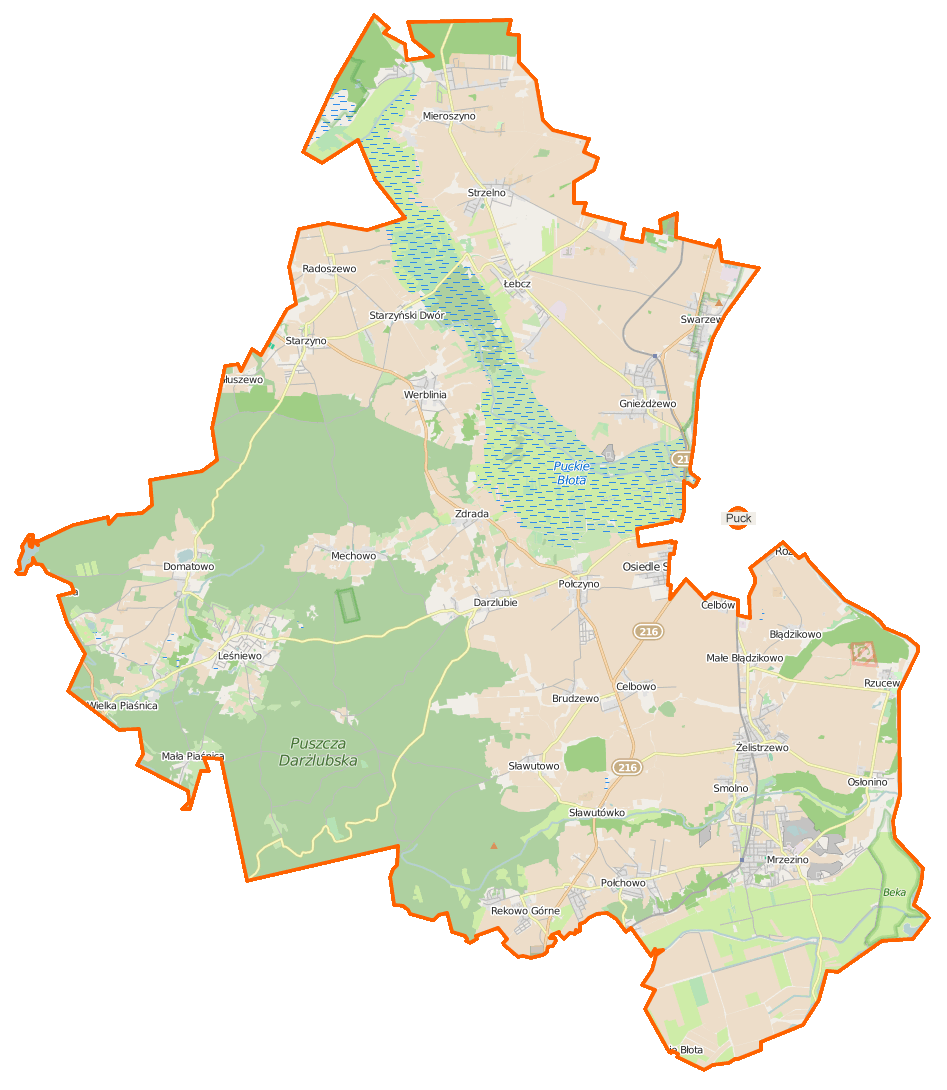
Carte de la gmina de Puck.